# Стрельба в колледже Доусон
Стрельба в колледже «Доусон» — событие, произошедшее в канадском городе Монреаль 13 сентября 2006 года. 25-летний канадец Кимвир Джилл открыл огонь по учащимся колледжа «Доусон» из самозарядного карабина CX-4 Storm. В результате стрельбы погиб один и были ранены 19 студентов. Сам нападавший покончил с собой, увидев, что окружён полицией (по другим данным — был застрелен полицейскими).

## Предпосылки
Из дневников, компьютера, а также личного блога убийцы полиции стало известно, что он был поклонником таких игр, как Hitman и Super Columbine Massacre RPG. Также его компьютер был заполнен фотографиями, видеозаписями и текстами касательно бойни в Колумбайне; в дневниках убийцы полиция обнаружила множество записей, говорящих о его агрессивном настрое к окружающим, например: «Я ненавижу этот мир». Также известно, что за два дня до этого он поссорился со своей девушкой.

## Событие
Утром 13 сентября 2006 года в 12:30 Кимвир Джилл прибыл на своем автомобиле Pontiac Sunfire к местному колледжу «Доусон» (Монреаль, Канада). Он был одет в чёрный плащ и военные ботинки. Припарковав машину, Кимвир достал из багажника карабин и в 12:41 открыл огонь по находившимся у входа студентам. Позже один из них рассказывал: «Он ничего не говорил. У него было совершенно бесстрастное лицо, он не выкрикивал никаких лозунгов. Он просто приблизился к нам и начал стрелять». 
Далее Джилл направился к зданию, по дороге он захватил в заложники одного студента и заставил его нести дополнительные патроны. Зайдя в здание, он отпустил заложника и открыл огонь по студентам, находящимся внутри кафетерия. «Он открыл беспорядочный огонь. Я побежал на третий этаж и посмотрел вниз — он все еще продолжал стрелять», — рассказал агентству АР один из очевидцев произошедшего. Другой студент, обедавший тогда в самом кафетерии: «Когда раздались выстрелы, я подумал, что это петарды взрываются. Потом я повернулся и увидел стрелка. Он был одет в чёрный плащ, в руке у него был пистолет. Он стрелял во все стороны, не целясь». 
Позже Джилл поставил тяжелую сумку с боеприпасами на пол и приказал оставшимся студентам лечь. Но никто его не слушал, все разбегались в разные стороны и кричали «Бежим из здания!». Почти в это же время в кафетерий зашли двое полицейских — Денис Кёт и его коллега, вызванные в связи со стрельбой. Один из полицейских попытался приблизиться к Джиллу, но стрелок прокричал: «Назад! Назад!», — и открыл по нему огонь. Завязалась перестрелка, в ходе которой приблизительно в 13:02 (по другим данным в 12:48) Джилл был ранен в руку; почти сразу же после этого он покончил с собой, выстрелив в голову из пистолета Glock, находившегося при нём.
Подоспевшие полицейские попытались реанимировать его, но безуспешно. В 13:30 его тело было вынесено из здания, до этого времени с ним работали криминалисты, обыскивая на наличие взрывных устройств. Всего в здании Джилл выстрелил 65 раз, из них 5 из пистолета и 60 из карабина. Также 15 выстрелов были произведены на улице. 

## Последствия
В результате бойни погибла 18-летняя студентка Анастасия Ребекка ДеСуза, получившая два ранения в голову, а также сам стрелок, покончивший с собой, и было ранено 19 человек, 11 из которых тяжело. Один раненый был доставлен в коме, но благополучно вышел из неё 28 октября 2006 года. Эта трагедия стала широко известна. Колледж был закрыт на неделю до 19 сентября 2006 года.